# Irene Camber
(Dichiarazione di Sergio Mattarella durante il suo mandato di Presidente della Repubblica)
Irene Camber (Trieste, 12 febbraio 1926 – Lissone, 23 febbraio 2024) è stata una schermitrice italiana, specializzata nel fioretto. Vinse una medaglia d'oro e una di bronzo nella scherma ai Giochi olimpici.

## Biografia
Figlia del poeta-soldato Giulio Camber Barni, entrò nel novero delle 10 atlete italiane di ogni epoca capace di aggiudicarsi sia la medaglia d'oro ai Giochi olimpici che ai campionati mondiali. Non partecipò ai giochi della XVI Olimpiade di Melbourne perché il 20 ottobre 1956 sposò il dottor Gian Giacomo Corno. Si laureò in Chimica industriale all'Università degli Studi di Padova.

## Carriera
Iniziò precocemente a usare il fioretto, vincendo la sua prima gara a soli 14 anni e nel 1942 entrò nella finale dei campionati italiani. Dopo una pausa dedicata agli studi, durante la quale si laureò in chimica industriale, nel 1947 riprese il fioretto e nel 1952 ad Helsinki vinse l'oro olimpico, cogliendo anche l'ambiente della scherma di sorpresa. Conquistò poi nel 1953 a Bruxelles il titolo mondiale e a Parigi nel 1957 il titolo mondiale a squadre.
Proseguì la carriera sportiva con diversi successi e ritirandosi poi nel 1964, divenendo commissario tecnico per il fioretto, incarico che mantenne fino ai Giochi di Monaco di Baviera 1972.

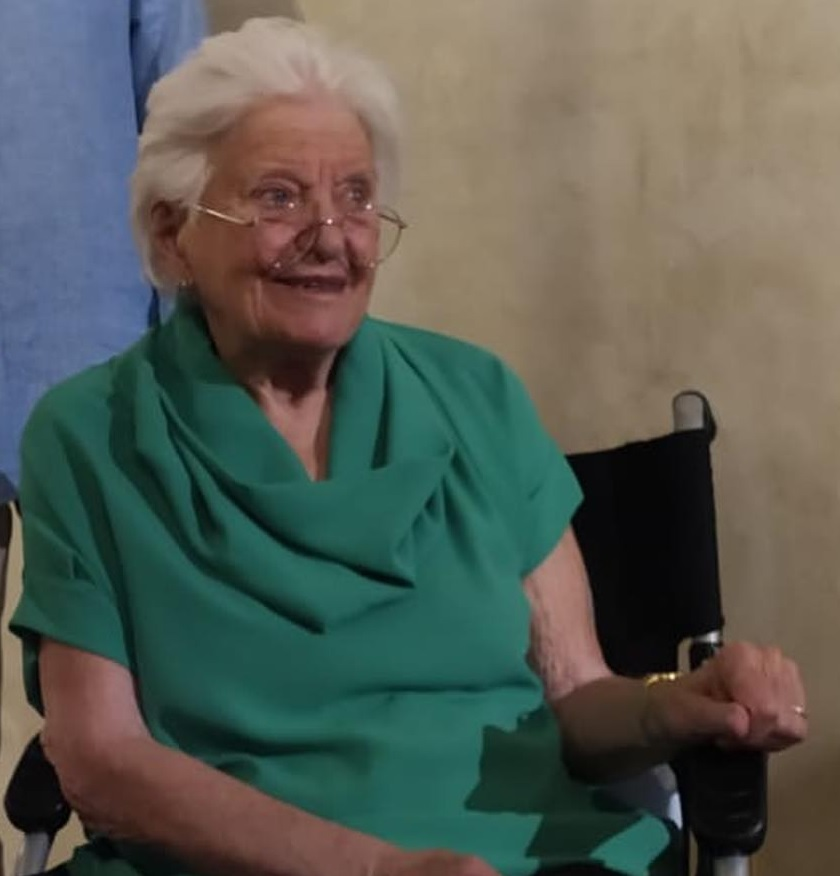
Irene Camber nel 2021

## Palmarès

### Risultati élite
In carriera ottenne i seguenti risultati:
Giochi olimpici
Individuale
- Oro nel fioretto a Helsinki 1952

A squadre
- Bronzo nel fioretto a Roma 1960

Mondiali
Individuale
- Oro nel fioretto a Bruxelles 1953
- Bronzo nel fioretto a Parigi 1957

A squadre
- Oro nel fioretto a Parigi 1957
- Argento nel fioretto a Lussemburgo 1954
- Bronzo nel fioretto a Copenaghen 1952
- Bronzo nel fioretto a Bruxelles 1953
- Bronzo nel fioretto a Roma 1955
- Bronzo nel fioretto a Buenos Aires 1962

Campionati italiani
Individuale
- Oro nel fioretto nel 1953
- Oro nel fioretto nel 1954

A squadre
- Oro nel fioretto nel 1941
- Oro nel fioretto nel 1942
- Oro nel fioretto nel 1950
- Oro nel fioretto nel 1954
- Oro nel fioretto nel 1957

## Riconoscimenti
- Nel maggio 2015, una targa a lei dedicata fu inserita nella Walk of Fame dello sport italiano a Roma, riservata agli ex-atleti italiani che si sono distinti in campo internazionale.[14][15]